# Jemciujne, Iuriivka
Jemciujne (în ucraineană Жемчужне) este localitatea de reședință a comunei Jemciujne din raionul Iuriivka, regiunea Dnipropetrovsk, Ucraina.

## Demografie
Componența lingvistică a localității Jemciujne
     Ucraineană (93,8%)
     Rusă (5,43%)
     Alte limbi (0,19%)
Conform recensământului din 2001, majoritatea populației localității Jemciujne era vorbitoare de ucraineană (93,8%), existând în minoritate și vorbitori de rusă (5,43%).